# Louis Navarre (acteur)
Pour les articles homonymes, voir Louis Navarre.
Louis Navarre est un acteur français.

## Filmographie

### Cinéma
- 1970 : Le Distrait de Pierre Richard
- 1971 : Franz de Jacques Brel
- 1972 : Chère Louise de Philippe de Broca
- 1972 : Docteur Popaul de Claude Chabrol
- 1973 : Le Magnifique de Philippe de Broca
- 1973 : La Grande bouffe de Marco Ferreri
- 1974 : La Merveilleuse Visite de Marcel Carné
- 1974 : Un amour de pluie de Jean-Claude Brialy
- 1974 : Le Retour du grand blond d'Yves Robert
- 1974 : Le Permis de conduire de Jean Girault
- 1975 : Les Onze Mille Verges d'Éric Lipmann
- 1975 : Maître Pygmalion de Hélène Durand et Jacques Nahum
- 1975 : Le Téléphone rose d'Édouard Molinaro
- 1975 : Vous ne l'emporterez pas au paradis de François Dupont-Midi
- 1975 : C'est dur pour tout le monde de Christian Gion
- 1975 : La Course à l'échalote : représentant
- 1977 : Julie pot de colle de Philippe de Broca
- 1978 : Je suis timide mais je me soigne de Pierre Richard
- 1978 : L'Exercice du pouvoir de Philippe Galland
- 1979 : Martin et Léa d'Alain Cavalier
- 1979 : Le Mouton noir de Jean-Pierre Moscardo
- 1979 : I... comme Icare d'Henri Verneuil
- 1980 : C'est pas moi, c'est lui de Pierre Richard
- 1982 : Tir groupé de Jean-Claude Missiaen
- 1983 : Signes extérieurs de richesse de Jacques Monnet
- 1984 : Ronde de nuit de Jean-Claude Missiaen
- 1990 : Cyrano de Bergerac de Jean-Paul Rappeneau
- 1997 : C'est la tangente que je préfère de Charlotte Silvera
- 2001 : Paris selon Moussa de Cheik Doukouré
- 2007 : Cartouches gauloises de Mehdi Charef

### Télévision
- 1973 : Au théâtre ce soir : La Poulette aux œufs d'or de Robert Thomas, mise en scène de l'auteur, réalisation Georges Folgoas, Théâtre Marigny
- 1974 : Un curé de choc (26 épisodes de 13 minutes) de Philippe Arnal
- 1976 : Robert Macaire de Georges Neveux, d'après Saint-Amand et Benjamin Antier, réalisation Roger Kahane
- 1977 : Recherche dans l'intérêt des familles de Philippe Arnal
- 1977 : Les Folies Offenbach, épisode Monsieur Choufleuri restera chez lui de Michel Boisrond
- 1978 : Médecins de nuit de Nicolas Ribowski, épisode : Alpha (série)
- 1983 : Les Enquêtes du commissaire Maigret d'Alain Levent (série télévisée), épisode : La Colère de Maigret
- 1991 : Les Hordes de Jean-Claude Missiaen (série TV)
- 1993 : Maigret et les témoins récalcitrants (le Chanoine)
- 1997 : Le Censeur du lycée d'Épinal de Marc Rivière